# 성빈 뉴호록씨
성빈 뉴호록씨 (誠嬪 鈕祜祿氏, ?년 9월 29일 ~ 1784년 5월 29일)는 만주 양황기 기인이자, 2등 시위 겸 좌령 무크덴의 딸이자, 성빈의 종당고모는 순귀인 뉴호록씨이고, 건륭제의 빈이다.

## 생애
생년은 알려지지 않았고, 생일은 9월 29일이다.
성빈은 아이송아의 손녀인데, 아이송아의 일가는 몰락했고, 연장지방(烟瘴地方)으로 보내졌다. 건륭제가 즉위한 후에야 아이송아 일가를 신자고(포의)에서 사면하고, 공작부로 돌아가 거처하게 하였는데, 순귀인 가문의 작위만 다시 아이송아 일가로 넣어주지 않을 정도로 그 세력이 쇠락했음을 알 수 있다.
건륭 22년 (1757년) 6월 9일에 란(蘭)귀인으로 처음 봉해졌다.
건륭 25년 1월 23일, 영수궁의 태감 조흥이 란귀인의 백사채 한벌을 훔쳐 진부지방 전당포에서 1천문(文, 당시 화폐단위)을 저당잡히고, 2워러 3일에 또 란귀인의 대홍 겹사삼과 백사채 각 한 벌씩 훔쳐 전당포에 보내져 돈을 벌었고, 4월 12일, 조흥은 전당포에 있던 란귀인의 옷 세벌을 되찾으려 했지만, 그 때문에 돈이 부족해서 옷을 되찾지 못해서 란귀인에게 발각되었고, 조흥은 흑룡강으로 유배를 갔다.
건륭 33년 6월 8일, 란상재가 란귀인으로 진봉되었는데, 언제 란상재로 강등이 되었는지에 관한 구체적인 날짜가 알려지지 않았다.
건륭 41년 11월 18일, 빈으로 진봉되고, 금상재와 함께 진봉되었다. 건륭 42년 1월에 숭경황태후의 장례와 겹쳐 책봉례는 하지 못했다.
건륭 44년 2월 1일, 건륭제는 태감에게 상년전지를 내려 "순비가 명상재를 데리고 항상 영수궁에 머물게하였다."고 전했고, 10월에 성빈 책봉례를 행하여 종당고모 순비 뉴호록씨와 함께 책봉하였다.
건륭 47년 12월 6일, 성빈 은 2백냥 상을 받던 유병충은 이(伊)어머니의 사망으로 생모가 무크덴의 아내인 오라무함지르모트씨인지 아닌지를 알 수 없다.
건륭 49년 4월 11일, 순행하여 경성으로 돌아가던 길에, 성빈은 밤에 배 옆의 장막에서 바람을 쐬다가 발을 헛디뎌 물에 빠져 사망하였고, 시신을 수습하여 입관하고, 시신은 수로를 통해 통주로 가서 정안장에 보내져 잠시 안장되었다.
건륭 49년 9월 2일 진시(辰時), 성빈의 금관과 무귀인, 영상재의 채관은 동릉 유릉비원침에 묻혔다. 성빈은 같은 달 7일, 금관이 유릉비원침에 도착해 9월 8일 장지궁에 들어갔다. 청나라 말기 야사의 전설에 의하면, 건륭제가 강남 순행을 갈때, 효현황후가 물에 빠져 사망했는데, "효현황후가 스스로 물에 투신했다"라는 출처가 성빈의 불행과 관련있는 것으로 보인다.
서광원의 저서 《청황릉지궁친탐기》에, 서기 1979년 10월, 용비의 무덤이 무너진 지, 며칠 뒤, 성빈의 무덤도 무너져 큰 구멍이 뚫려, 용비의 무덤도 도굴당한 모습이 똑같았다. 서광원 청동릉소장은 동굴안의 오염수를 틈타 성빈의 무덤으로 들어가보라고 지시했다. 성빈의 관이 거꾸로 놓여있고, 덧널과 관 모두 도굴한 사람이 뚫어 도굴하고, 질 나쁜 면화만 조금 남아있는 것을 발견하였다. 이후, 성빈의 무덤을 다시 닫아 봉쇄하였다.

## 가족
|          | 이름     | 배우자 | 내용 |
| -------- | -------- | --- | --- |
| 5대조    | 액역도   | | 딸 홍타이지의 원비 뉴호록씨 |
| 고조부   | 알필륭   | | 생모 누르하치의 넷째 딸 화석공주 목고십 두 딸 강희제의 효소인황후, 온희귀비 뉴호록씨 |
| 증조부   | 아령아   | 효공인황후의 여동생 오아씨                                                                                      | 생모 3등시위 장동량의 증조고모 파아랍씨 딸 강희제 황17남 과의친왕 윤례의 적복진 |
| 조부     | 아이송아 | 정실 호부상서 카이인포의 딸 이르건기오로씨 측실 일등공 해금의 딸 서목록씨 측실 정람기 종실 봉은장군 파금태의 딸 | 2등공, 영시위내대신, 형부상서 등을 지냄. 옹정 2년, 아버지보다 더 교활하고 간통했다는 이유로 성경으로 파견, 증조묘소를 지키게 하고 하루종일 술에 취해 불평불만을 늘어놓았다. 옹정 4년 5월, 처형당하고, 처자가 입관하지 않고 있다가 건륭 원년에 이르러서야 만주양황기로 복귀했다. 딸 양홍기 한산종실 종수의 처 딸 정홍기 종실 부도통 도륭액의 아들 3등시위 오아경아의 처 |
| 부       | 무크덴   | 정실 참령 파이태의 딸 오라목한길모트씨 (옹정 원년 10월 18일 축시)                                               | 강희 52년 8월 29일 사시(巳時)에 태어남 건륭 2년 당숙 눌친이 얻은 운기위를 습격하여 깃발을 따라 걸었다. 건륭 5년 3등시위에 선발, 시위장수로 선발, 구좌령을 받았다. 2등시위까지 올랐다. 건륭 32년 4월 6일 축시에 급사. |
| 동생     | 상보     | | 소습훈구좌령, 3등시위, 건청문 시위 건륭 46년 4월 2등시위. 건륭 49년 7월, 건륭제가 황마저를 하사함 |
| 동생     | 서보     | | 건륭 40년 진사, 한림원서길사. 한림원시독학사, 내각학사 겸 예부시랑직 등을 지냈다. |
| 사촌자매 |          | 정람기 종실 한산 사병아                                                                                         | |
| 조카     |          | 양람기 종실 보국공 특통액의 아들 삼품 종실 영창아                                                               | |

## 같이 보기
- 입팔분공